# Graphania probenota
Graphania probenota är en fjärilsart som beskrevs av Howes. 1944. Graphania probenota ingår i släktet Graphania och familjen nattflyn. Inga underarter finns listade i Catalogue of Life.